# Calvert Green
Calvert Green est une paroisse civile du Buckinghamshire, en Angleterre.